# Тамман, Густав
Густав Генрих Иоганн Аполлон (Густав Генрихович) Тамман (нем. Gustav Heinrich Johann Apollon Tammann; 28 мая [9 июня] 1861, Ямбург (ныне Кингисепп) — 17 декабря 1938, Гёттинген) — немецкий физикохимик прибалтийского происхождения. Открыл полиморфные модификации льда, внёс вклад в изучение стеклообразных и твёрдых растворов, гетерогенных равновесий, процессов кристаллизации и в металлургию. Иностранный почётный член Российской АН (1927, член-корреспондент с 1912).

## Биография
Родился в 1861 году в семье врачей города Ямбурга в Петербургской губернии. Архивные исследования профессора Тартуского университета Уно Палма показали, что предки Таммана были эстонскими крестьянами в поместье Сургавере уезда Вильяндимаа. Дед ученого жил в Сангасте, в усадьбе семьи фон Бергов, после чего отец ученого Генрих Тамман переехал в Тарту учиться на медицинском факультете. Будучи прогрессивными мыслителями, семья фон Бергов оказывала финансовую поддержку Генриху Тамману во время его учебы в университете. После смерти Генриха Таммана в 1864 году, семья Тамманов переехала в Тарту, где молодой Густав получил начальное и среднее образование. Окончив гимназию в Дерпте, Тамман поступил на физико-математический факультет Дерптского университета, по окончании курса которого в 1882 году состоял лаборантом при химической лаборатории, затем, с 1887 года, был приват-доцентом, впоследствии штатным доцентом и с 1892 года профессором и директором химической лаборатории того же университета. С 1903 года работал в Гёттингенском университете.
Похоронен на Гёттингенском городском кладбище.

## Труды

### Физиологическо-химические работы
- «Нахождение фтора в организмах» («Zeitschrift fur physiol. Chem.», 12, 1886);
- «Судьба серы при прорастании гороха» (ib., 9, 1885);
- «Действие неорганизованных ферментов в зависимости от времени, температуры, концентрации фермента и субстрата, влияние продуктов расщепления и посторонних веществ» (ib., 4, 1889; 14, 1892, «Журнал Русского Физико-Химического Общества», 1892 и «Zeitschrift f. physiol. Chem.», 1895);
- «О сохранении раздражимости мышц в растворах солей» (ib., 8, 1891);
- «Отправления почек с точки зрения осмотического давления» (ib., 20, 1896).

### По неорганической химии
- «Аналитическое определение фтора» («Zeitschrift fur analyt. Chem.», 24, 1885);
- «О перекиси водорода» («Zeitschrift f. physiol. Chem.», 6, 1889);
- «О солях метафосфорных кислот» (ib., 6, 1890, и «Journ. f. prakt. Chem.», 1892);
- «О растворимости магнезиальной соли платиносинеродистой кислоты» («Zeitschrift f. anal. Chem.», 15, 1887, с Буксгевденом).

### По физической химии
- а) «Зависимость упругости пара растворов от концентрации, температуры и молекулярного веса растворенного вещества» («Wied. Ann.», 24, 1885; «Wied. Ann.», 36, 1889);
- «Динамический способ для определения упругостей паров гидратов» («Wied. Ann.», 33, 1888);
- «Упругость паров гидратов, которые при потере воды не теряют прозрачности» (ib., 63, 1897);
- «Упругость паров цеолитов» («Zeitschr. f. physiol. Chem.», 27, 1898);
- «Точки замерзания металлических сплавов» (ib., 3, 1889);
- «Максимальная упругость водорода, выделяемого металлами» (с Нернетом, ib., 9, 1892);
- b) «Осмотические явления в связи с упругостями паров и точками замерзания растворов» («Wied. Ann», 34, 1888);
- «Определение осмотического давления» («Zeitschr. f. physiol. Chem.», 9, 1892);
- «Электролиз через полупроницаемые перепонки» («Gottinger Nachrichten», 1891), их электропроводность («Zeitschrift fur physiol. Chem.», 8, 1890) и их проницаемость (ib., 10, 1892);
- c) «Изменение внутреннего давления при образовании растворов» («Zeitschrift fur physiol. Chem.», 11, 1893);
- «Сжигаемость и тепловое расширение растворов» (ib., 13, 1893);
- «Расширение спиртовых и эфирных растворов» (с Гиршбергом, ib., 13, 1894);
- «Зависимость объемов растворов от давления» (ib., 17, 1895);
- «Коэффициенты распределения и аномальная диффузия» (ib., 22, 1897);
- «Адиабатические изменения объемов растворов» (ib., 20, 1896, с Росойским);
- d) «Влияние давления на скорость химических реакций» (с А. Д. Богоявленским, ib., 23, 1897);
- «Влияние давления на электропроводность растворов» (ib., 16, 1895 и с Богоявленским, ib., 27, 1898 и «Wied. Ann.», 69, 1899).
- e) Переход из жидкого в твердое, кристаллическое состояние.
- 1) «Скорость кристаллизации 1, II и III» («Zeitschr. f. physiol. Chem.», 24, 26 и 29, 1897—1899 и Фридлендером, 24, 1897);
- 2) «Зависимость числа центров кристаллизации от температуры в переохлажденных жидкостях» (ib., 25, 1898);
- 3) «Вязкость переохлажденных жидкостей в зависимости от температуры» (ib., 28, 1899);
- 4) «Положение термодинамических поверхностей кристалла и его сплава» (ib., 21, 1896 и «Archives Neerlandaises», 1901);
- 5) «Кривые плавления и превращения кристаллов, I, II, III, IV и V» («Wied. Ann.», 62, 66, 68, 1897—1899; «Ann. du Physik», 2 и 3, 1900);
- 6) «Изменение теплоты плавления и адиабатические изменения давления над кристаллом и его сплавом» («Wied. Ann.», 65 и 68);
- 7) «О так называемых жидких кристаллах» («Ann. du Physik», 4, 1901) и другие.